# Topolovaja
De Topolovaja (Russisch: Тополовая), ook Pervaja Topolovaja (Первая Тополовая) of Svetlaja (Светлая) genoemd, is een ongeveer 51 kilometer lange rivier op het Russische schiereiland Kamtsjatka. De rivier ontstaat uit de samenstroom van de Levaja (linker) Tolovaja, de Pervaja (1e) Tolovaja en de Vtoraja (2e) Tolovaja en stroomt vanaf de oostelijke hellingen van het Centraal Gebergte naar het zuidzuidoosten. De rivier stroomt uit in de rivier de Kozyrevka aan linkerzijde op 48 kilometer van de monding daarvan in de rivier de Kamtsjatka.
Het stroomgebied van de rivier omvat 279 km².